# 长塘镇 (吉安市)
长塘镇，是中华人民共和国江西省吉安市吉州区下辖的一个乡镇级行政单位。

## 行政区划
长塘镇下辖以下地区：
长岭社区、淇塘村、东家庄村、路口村、大塘村、庙背村、新民村、案前村、培模村、毛山村、荷洁村、金华村、陈家村、桥南村、长塘村、西逸亭村、田畔村、庙下村、西村、店下村、李家坊村和赵塘村。